# Isli Hidi
Isli Hidi (Tirana, Albania, 15 de octubre de 1980) es un futbolista albanés. Juega de guardameta y su equipo actual es el KF Bylis Ballsh de la Superliga de Albania. Además, es internacional con la selección de fútbol de Albania.

## Trayectoria
Empezó su carrera profesional en el SK Tirana, club de su natal ciudad en 1998. Después de algunas apariciones, fue prestado al Bylis Ballsh. Después de un gran impacto mostrado en ese club, regresó a Tirana en busca de la titularidad. Después de jugar varios encuentros, en agosto de 2007 fichó por el club ucraniano Kryvbas Kryvyi Rih. En 2008, Hidi firmó por el Alki Larnaca para el resto de la temporada 2008–09. El 3 de marzo de 2009. Hidi volvió al Kryvbas por 3 años con un salario cercano a 1 millón de dólares por temporada. Regresó en 2010 a Albania a defender las vallas del Dinamo Tirana. Tras un breve paso por el Olympiakos Nicosia en 2011, fichó por el AEL Limassol.

## Selección nacional
Ha sido internacional con la Selección de fútbol de Albania en 17 ocasiones. Hidi debutó con Albania en un amistoso ante Polonia el 29 de mayo de 2005. Fue convocado en ese entonces por el seleccionador alemán Hans-Peter Briegel quien quedó sorprendido por las actuaciones de Hidi en la Kategoria Superiore con su club de entonces, el SK Tirana. Todo parecía indicar un buen debut pues arrancó de titular; sin embargo Maciej Zurawski le anotó un gol al minuto de iniciado el partido. A pesar de conceder tan temprano tanto, no permitió otro y el partido terminó 1-0. El siguiente partido fue contra Azerbaiyán que llevaba 14 partidos sin conocer victoria. El partido se jugó el 17 de agosto de 2005 en el Qemal Stafa Stadium frente a 7,300 fanáticos. Hidi nuevamente estaba entre los once titulares, pero otra vez le marcaron un gol temprano, esta vez a los dos minutos con tanto de Zaur Tagizade. Sin embargo, a pesar de un pobre inicio en un partido internacional, Albania se impuso 2-1 con goles de Alban Bushi y Lorik Cana.

## Clubes
| Club                     | País    | Año         |
| ------------------------ | ------- | ----------- |
| SK Tirana                | Albania | 1998 - 2007 |
| KS Bylis Ballsh (Cedido) | Albania | 2001 - 2002 |
| Kryvbas Kryvyi Rih       | Ucrania | 2007 - 2008 |
| Alki Larnaca             | Chipre  | 2008 - 2009 |
| Kryvbas Kryvyi Rih       | Ucrania | 2009 - 2010 |
| Dinamo Tirana            | Albania | 2010        |
| Olympiakos Nicosia       | Chipre  | 2011        |
| AEL Limassol FC          | Chipre  | 2011 - 2013 |
| Apollon Limassol         | Chipre  | 2013 - 2016 |
| Nea Salamis Famagusta    | Chipre  | 2016        |
| Olympiakos Nicosia       | Chipre  | 2016-2018   |
| KF Teuta Durrës          | Albania | 2018 - 2019 |
| KF Bylis Ballsh          | Albania | 2019 -      |